# Ceparii Ungureni, Argeș
Ceparii Ungureni este un sat în comuna Cepari din județul Argeș, Muntenia, România.

## Galerie de imagini

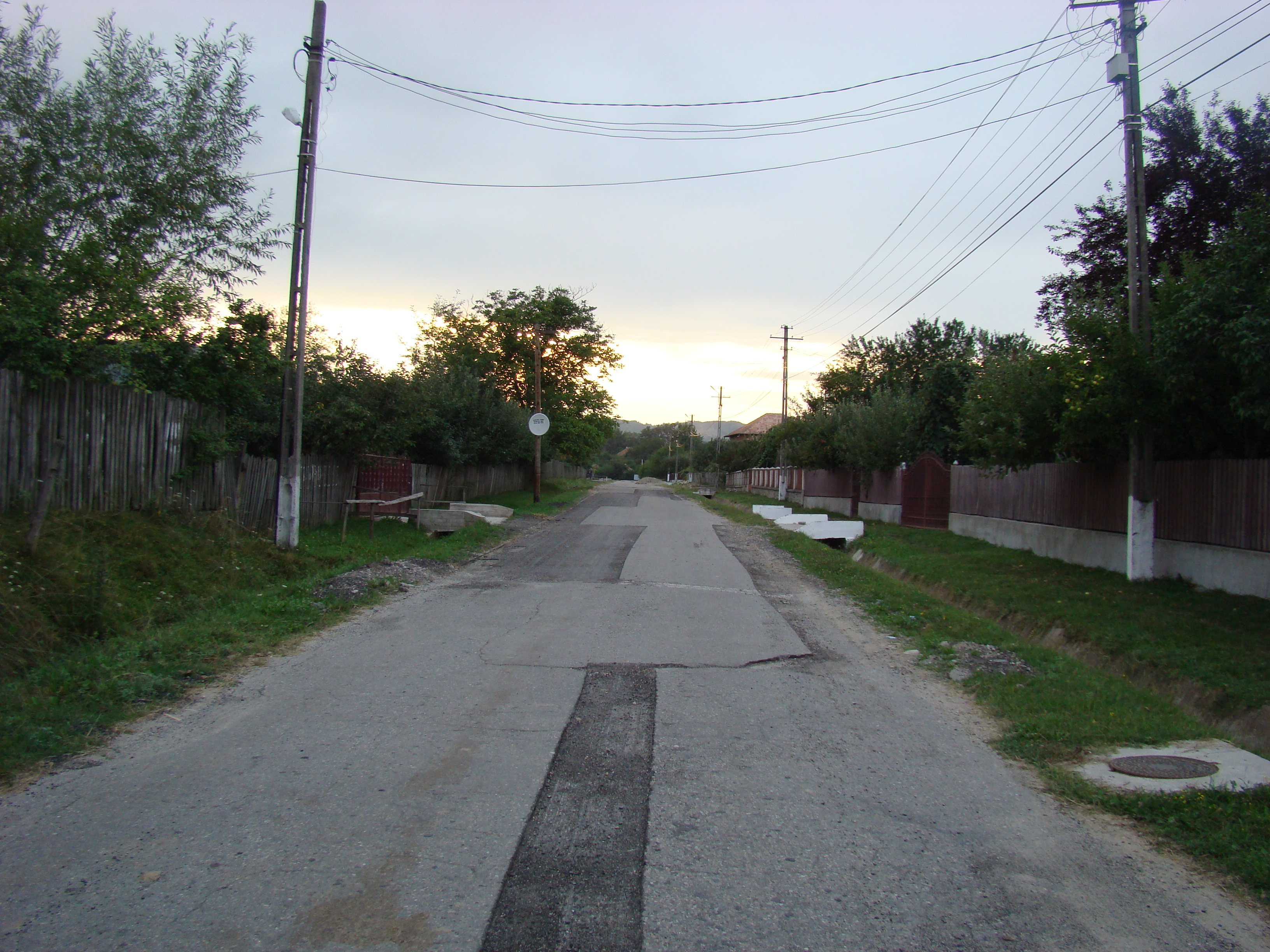
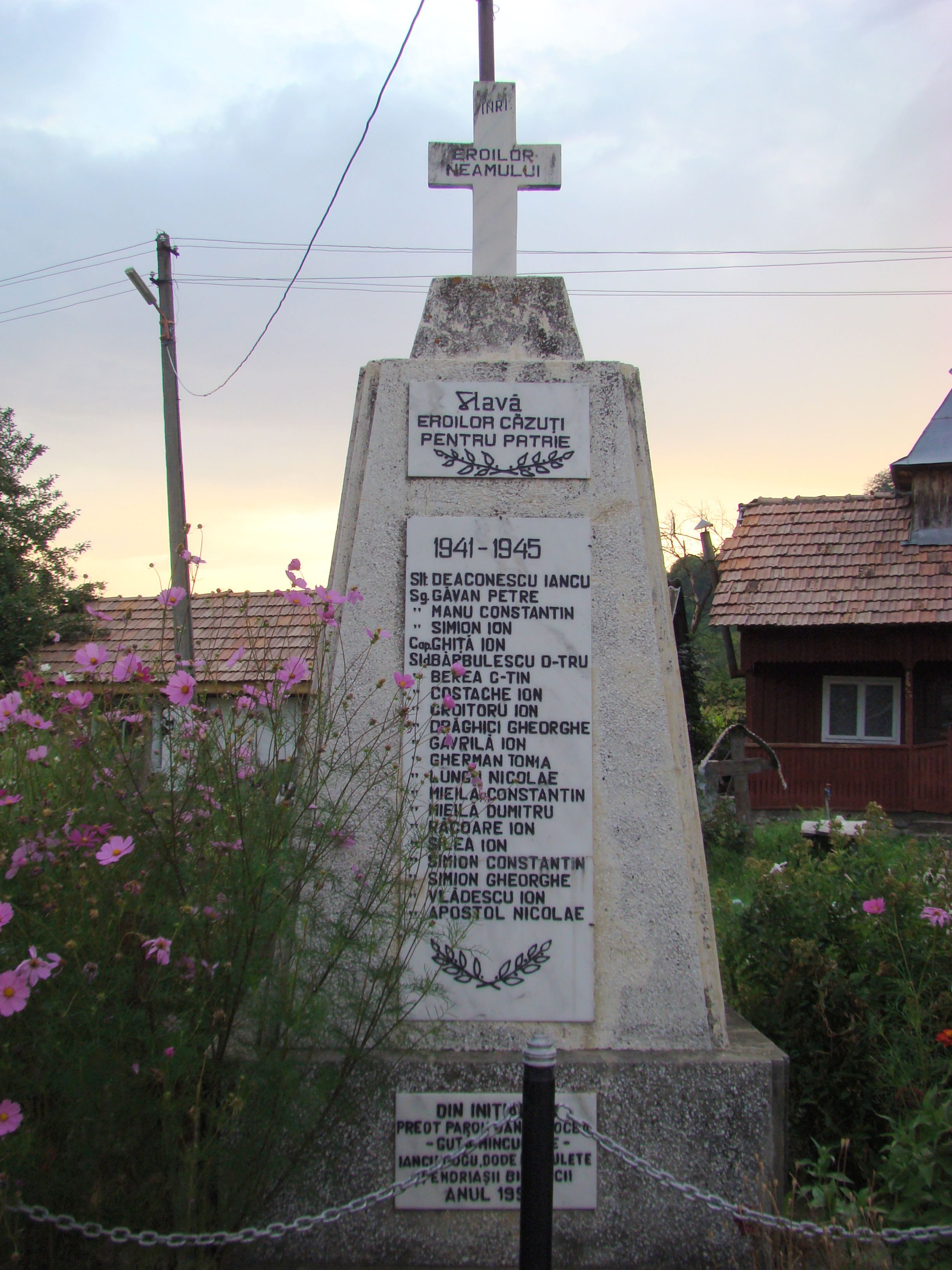
Monumentul Eroilor
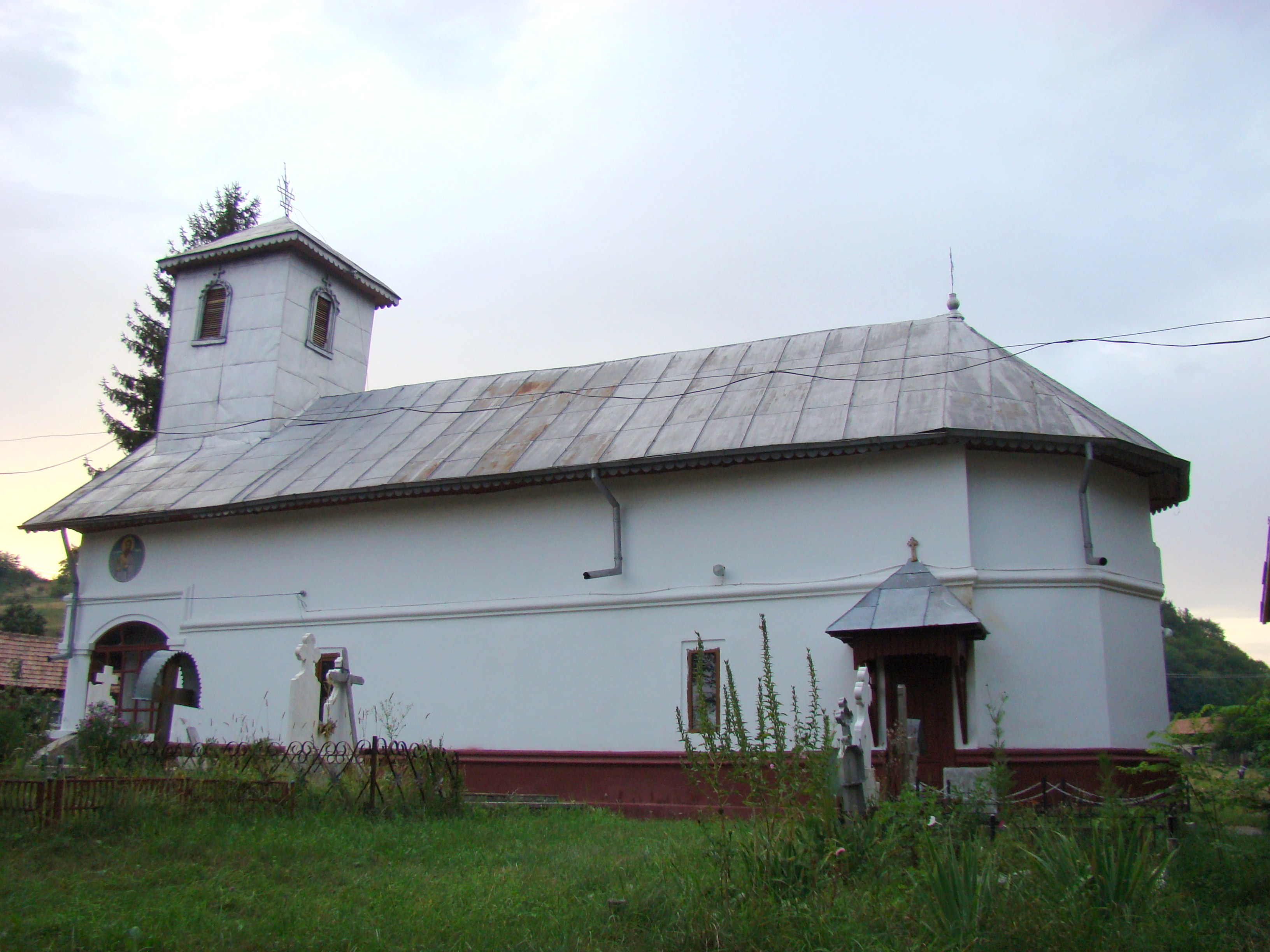
Biserica "Intrarea în Biserică a Maicii Domnului", monument istoric
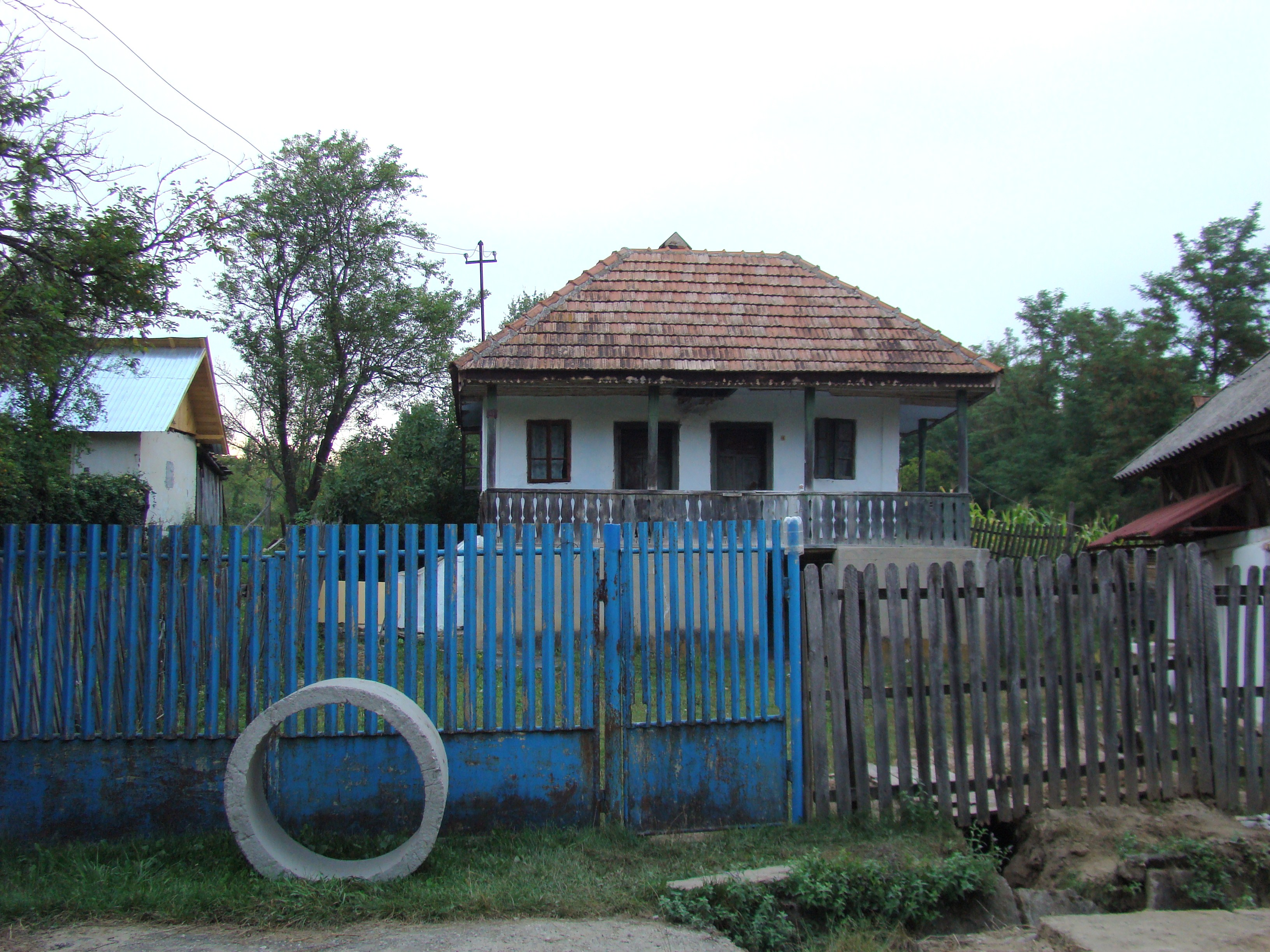
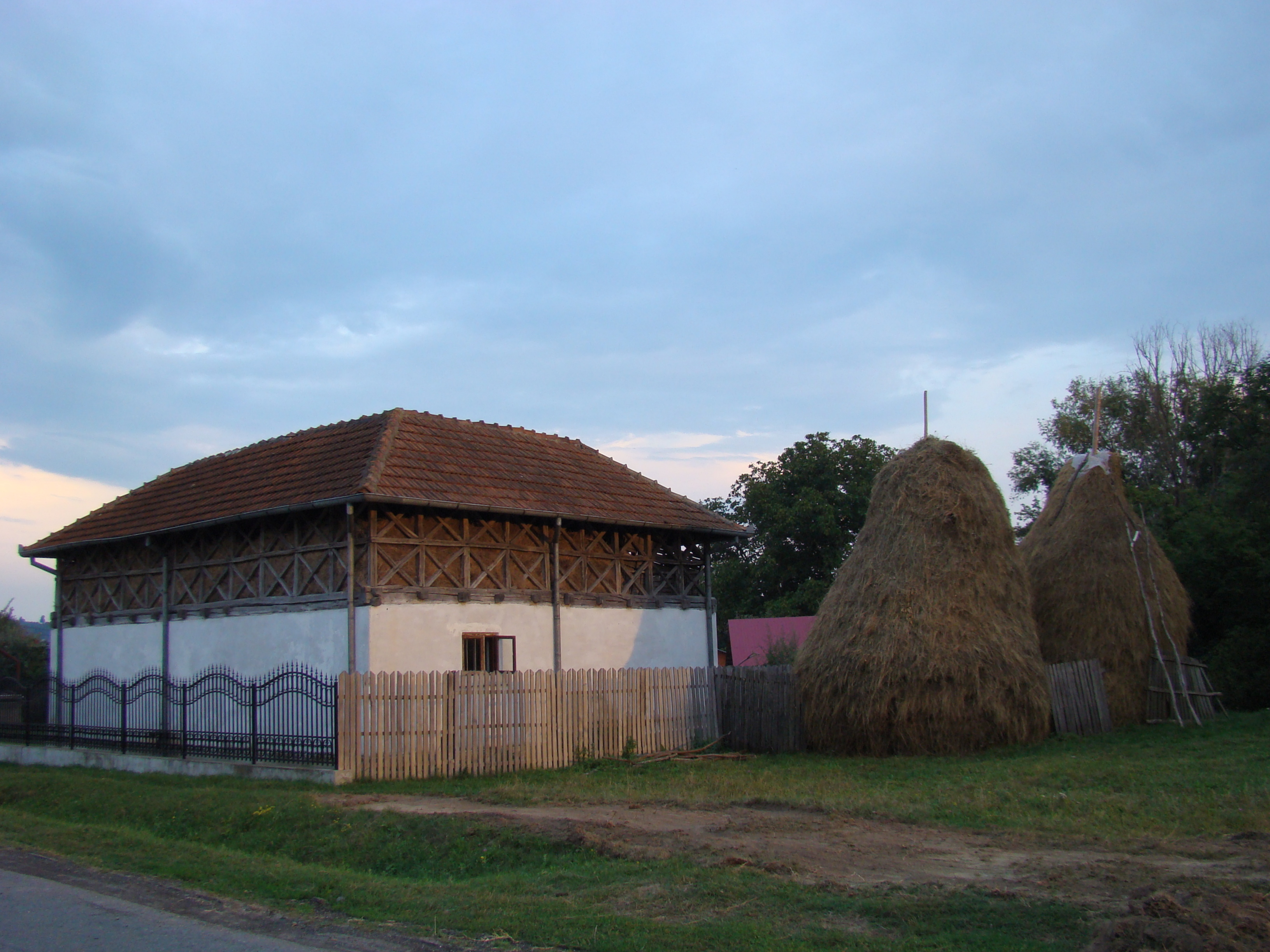
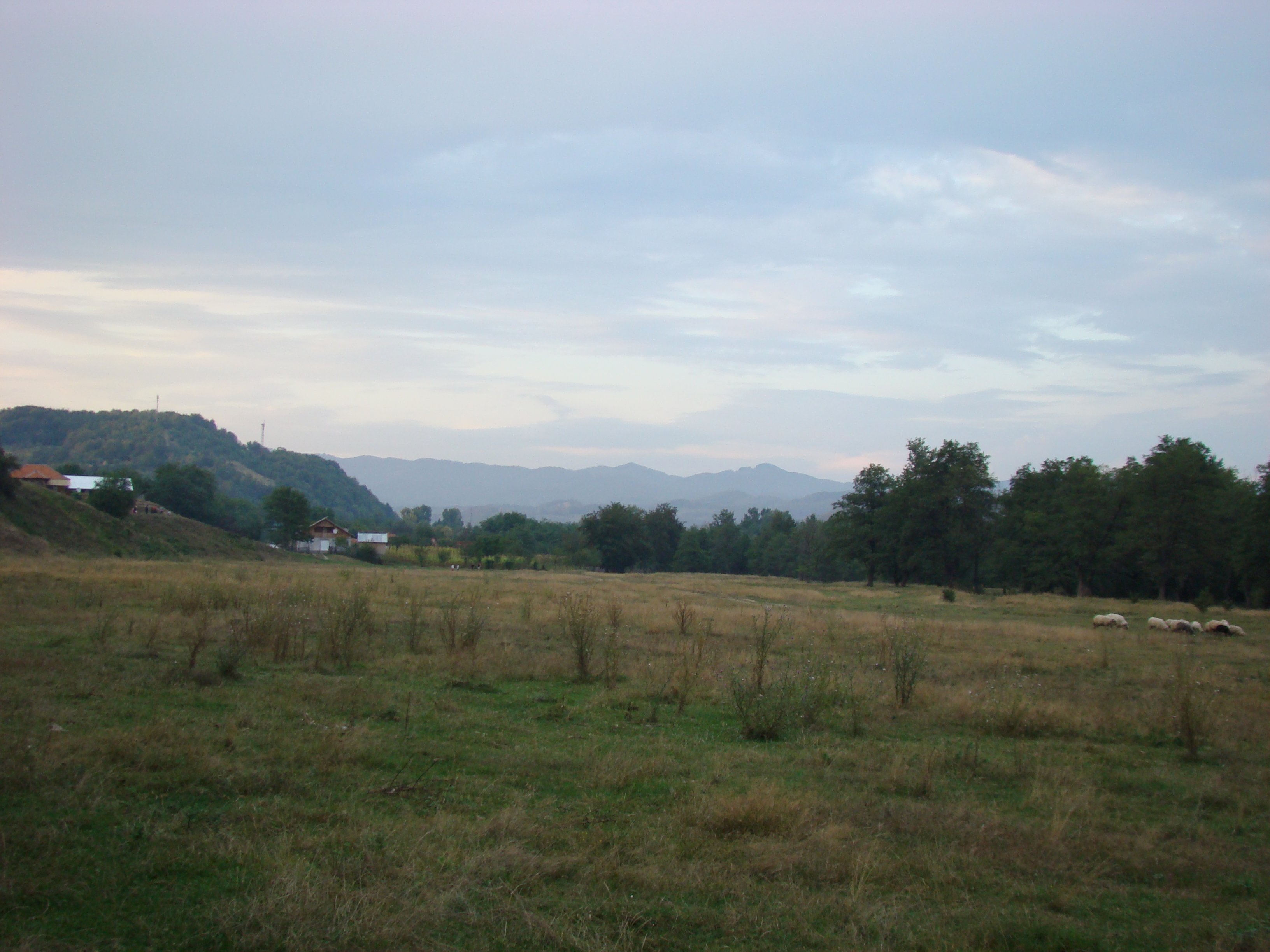